# Ranie
Ranie (biał. Рані, Rani; ros. Рани, Rani) – wieś na Białorusi, w obwodzie brzeskim, w rejonie kamienieckim, w sielsowiecie Peliszcze.

## Historia
W XIX i w początkach XX w. położone były w Rosji, w guberni grodzieńskiej, w powiecie brzeskim, w gminie Kamieniec Litewski.
W dwudziestoleciu międzywojennym leżały w Polsce, w województwie poleskim, w powiecie brzeskim, w gminie Kamieniec Litewski. W 1921 miejscowość liczyła 136 mieszkańców, zamieszkałych w 25 budynkach, wyłącznie Polaków. 72 mieszkańców było wyznania rzymskokatolickiego i 64 prawosławnego.
Po II wojnie światowej w granicach Związku Sowieckiego. Od 1991 w niepodległej Białorusi.

## Ludzie związani z miejscowością
- Bronisław Piasecki – polski duchowny rzymskokatolicki; urodzony w Raniach